# Āfrēra Terara
Āfrēra Terara är en vulkan i Etiopien.   Den ligger i regionen Afar, i den norra delen av landet, 500 km nordost om huvudstaden Addis Abeba. Toppen på Āfrēra Terara är 1 295 meter över havet.
Terrängen runt Āfrēra Terara är huvudsakligen kuperad. Āfrēra Terara är den högsta punkten i trakten. Runt Āfrēra Terara är det ganska glesbefolkat, med 32 invånare per kvadratkilometer. Det finns inga samhällen i närheten. Trakten runt Āfrēra Terara är ofruktbar med lite eller ingen växtlighet.